# Joonas Kolkka
Joonas Kolkka (Lahti, 28 september 1974) is een Fins voormalig profvoetballer die als aanvaller speelde. Hij was actief van 1994 tot en met 2012. Hij won in die tijd twee keer het Nederlands landskampioenschap met PSV en één keer de Beker van Finland met MyPa-47. Kolkka was van 1994 tot en met 2010 ook international in het Fins voetbalelftal, waarvoor hij 98 interlands speelde en elf keer scoorde.

## Clubcarrière
Na twee seizoenen in eigen land gespeeld te hebben bij MyPa-47 Anjalankoski kwam Kolkka terecht in de Nederlandse Eredivisie. Hij tekende een contract bij Willem II en werd een van de smaakmakers van de club. Daarmee wekte hij de interesse van PSV waartegen hij met MyPa-47 al eens een Europacupwedstrijd speelde.
Kolkka groeide bij PSV al snel uit tot een vaste waarde in het elftal en zou dit 2,5 seizoenen lang zijn. Daarna raakte hij uit de gratie en probeerde hij het in Griekenland bij Panathinaikos. Na 2 seizoenen in Griekenland, vervolgde Kolkka zijn carrière bij de Bundesliga bij Borussia Mönchengladbach.
Via een avontuur bij Borussia Mönchengladbach en Crystal Palace kwam hij in 2005 terecht bij ADO Den Haag waar hij binnen niet al te lange tijd uitgroeide tot een dragende speler binnen de selectie. Hij maakte hierbij gebruik van zijn inmiddels ruime ervaring. In het seizoen 2006/2007 speelde Kolkka bij Feyenoord; in het seizoen 2007/2008 stapt hij over naar NAC Breda. Na het seizoen 2010/2011 vertrok hij transfervrij, omdat zijn contract niet werd verlengd.
In juli 2011 keerde hij terug bij zijn oude club Willem II. Nadat hij een aantal dagen had meegetraind met de selectie van trainer Jurgen Streppel, raakte de club overtuigd van zijn fitheid. De dan 36-jarige Kolkka tekende een contract voor één seizoen bij de Tricolores, die na de degradatie uitkomen in de Jupiler League. Hij wil daar zijn carrière beëindigen, waarbij hij een optie heeft om jeugdtrainer te worden. Op 1 mei 2012 maakte hij de overstap naar Texas Dutch Lions FC in de Verenigde Staten. Na enkele maanden Verenigde Staten beëindigde hij zijn loopbaan en richtte hij zich op een trainersloopbaan.
In juni 2017 woont hij nog steeds in Eindhoven, is jeugdtrainer bij PSV en zet zich in voor Wings for Life World Run.

## Statistieken
| Seizoen | Club                     | Competitie                     | Wed. | Goals |
| ------- | ------------------------ | ------------------------------ | ---- | ----- |
| 1994    | MyPa-47                  | Veikkausliiga                  | 21   | 11    |
| 1995    | MyPa-47                  | Veikkausliiga                  | 22   | 6     |
| 1995/96 | Willem II                | Eredivisie                     | 7    | 0     |
| 1996/97 | Willem II                | Eredivisie                     | 32   | 7     |
| 1997/98 | Willem II                | Eredivisie                     | 29   | 9     |
| 1998/99 | PSV                      | Eredivisie                     | 19   | 1     |
| 1999/00 | PSV                      | Eredivisie                     | 32   | 5     |
| 2000/01 | PSV                      | Eredivisie                     | 27   | 4     |
| 2001/02 | Panathinaikos            | Alpha Ethniki                  | 23   | 2     |
| 2002/03 | Panathinaikos            | Alpha Ethniki                  | 22   | 1     |
| 2003/04 | Borussia Mönchengladbach | Bundesliga                     | 28   | 2     |
| 2004/05 | Crystal Palace           | Premier League                 | 23   | 3     |
| 2005/06 | Crystal Palace           | Championship                   | 3    | 0     |
| 2005/06 | ADO Den Haag             | Eredivisie                     | 31   | 8     |
| 2006/07 | Feyenoord                | Eredivisie                     | 22   | 3     |
| 2007/08 | NAC Breda                | Eredivisie                     | 32   | 2     |
| 2008/09 | NAC Breda                | Eredivisie                     | 30   | 3     |
| 2009/10 | NAC Breda                | Eredivisie                     | 31   | 0     |
| 2010/11 | NAC Breda                | Eredivisie                     | 17   | 2     |
| 2011/12 | Willem II                | Eerste divisie                 | 13   | 1     |
| 2012    | Texas Dutch Lions FC     | USL Premier Development League | 15   | 2     |
| Totaal  |                          |                                | 461  | 73    |

## Interlandcarrière
Kolkka maakte op 26 oktober 1994 zijn debuut in de Finse nationale ploeg, tegen Estland. Hij luisterde zijn debuut op met een doelpunt. Sindsdien speelde hij 98 interlands en scoorde hij elf keer voor zijn vaderland.
| Interlanddoelpunten | Interlanddoelpunten | Interlanddoelpunten | Interlanddoelpunten            | Interlanddoelpunten | Interlanddoelpunten | Interlanddoelpunten | Interlanddoelpunten |
| #                   | Datum               | Locatie             | Wedstrijd                      | Goal(s)             | Score               | Uitslag             | Wedstrijd           |
| ------------------- | ------------------- | ------------------- | ------------------------------ | ------------------- | ------------------- | ------------------- | ------------------- |
| 1                   | 26/10/1994          | Tallinn             | Estland – Finland              | 85'                 | 0 – 7               | 0 – 7               | Oefenduel           |
| 2                   | 14/06/1997          | Katowice            | Polen – Georgië                | 22'                 | 3 – 1               | 4 – 1               | WK-kwalificatie     |
| 3                   | 15/02/1995          | Port of Spain       | Trinidad en T. – Finland       | 21'                 | 0 – 1               | 2 – 1               | Oefenduel           |
| 4                   | 17/02/1995          | Port of Spain       | Trinidad en T. – Finland       | ??'                 | ? – ?               | 2 – 2               | Oefenduel           |
| 5                   | 06/10/1996          | Helsinki            | Finland – Zwitserland          | 75'                 | 2 – 3               | 2 – 3               | WK-kwalificatie     |
| 6                   | 09/10/1999          | Helsinki            | Finland – Noord-Ierland        | 73'                 | 3 – 1               | 4 – 1               | EK-kwalificatie     |
| 7                   | 09/10/1999          | Helsinki            | Finland – Noord-Ierland        | 83'                 | 4 – 1               | 4 – 1               | EK-kwalificatie     |
| 8                   | 15/08/2001          | Helsinki            | Finland – België               | 14'                 | 2 – 0               | 4 – 1               | Oefenduel           |
| 9                   | 05/09/2001          | Helsinki            | Finland – Griekenland          | 38'                 | 3 – 1               | 5 – 1               | WK-kwalificatie     |
| 10                  | 27/03/2002          | Porto               | Portugal – Finland             | 9'                  | 0 – 1               | 1 – 4               | Oefenduel           |
| 11                  | 07/06/2003          | Helsinki            | Finland – Servië en Montenegro | 45'                 | 2 – 0               | 3 – 0               | WK-kwalificatie     |
| 12                  | 11/10/2003          | Tampere             | Finland – Canada               | 16'                 | 2 – 0               | 3 – 2               | Oefenduel           |

## Erelijst
| Competitie           | Aantal  | Jaren           |         |         |
| MyPa-47              | MyPa-47 | MyPa-47         | MyPa-47 | MyPa-47 |
| -------------------- | ------- | --------------- | ------- | ------- |
| Beker van Finland    | 1x      | 1995            |         |         |
| PSV                  |         |                 |         |         |
| Kampioen Eredivisie  | 2x      | 1999/00, 200/01 |         |         |
| Johan Cruijff Schaal | 1x      | 2000            |         |         |